# Тони Старк (киновселенная Marvel)
Э́нтони Э́двард «То́ни» Старк (англ. Anthony Edward "Tony" Stark) — персонаж медиафраншизы «Кинематографическая вселенная Marvel» (КВМ), основанный на одноимённом герое Marvel Comics, широко известный под псевдонимом Желе́зный челове́к (англ. Iron Man).
Старк изначально изображён гениальным изобретателем, промышленником и плейбоем, являющимся генеральным директором компании «Stark Industries». Первоначально он являлся производителем оружия для вооружённых сил США, но впоследствии меняет своё мнение и перенаправляет свои технические знания на создание механизированных доспехов, которые он использует для защиты от тех, кто может угрожать миру во всём мире. Он становится одним из основателей и лидером команды «Мстители». После его неудачной попытки создания программы «Альтрон», внутреннего конфликта внутри Мстителей из-за «Заковианского договора» и успешного уничтожения Таносом половины всей жизни во Вселенной, Старк, не желая больше рисковать своей жизнью, уходит в отставку, женится на Пеппер Поттс, и по итогу у них появляется дочь по имени Морган. Однако впоследствии Старк, всё же желая всех вернуть, открывает способ путешествия во времени, и впоследствии вместе с Мстителями успешно восстанавливают триллионы жизней по всей вселенной. Однако, из-за последствий обмана времени, Старк погибает при противостоянии с альтернативной версией Таноса и его армии, уничтожая Таноса и его армию ценой собственной жизни. До всех этих событий Старк выбирает преемником его технологий Питера Паркера.
Роль Тони Старка в КВМ исполнил Роберт Дауни-младший. Впервые Тони Старк появляется в фильме «Железный человек» (2008) и в дальнейшем становится одной из центральных фигур в КВМ, появившись в девять фильмах по состоянию на 2019 год.
Альтернативные версии Старка из Мультивселенной появляются в мультсериале «Что, если…?» (2021), где их озвучивает Мик Уингерт.
Персонажу и выступлению Дауни часто приписывают то, что они помогли укрепить КВМ как франшизу стоимостью в несколько миллиардов долларов, а эволюция Старка часто считается определяющей аркой в серии фильмов.

## Концепция и создание

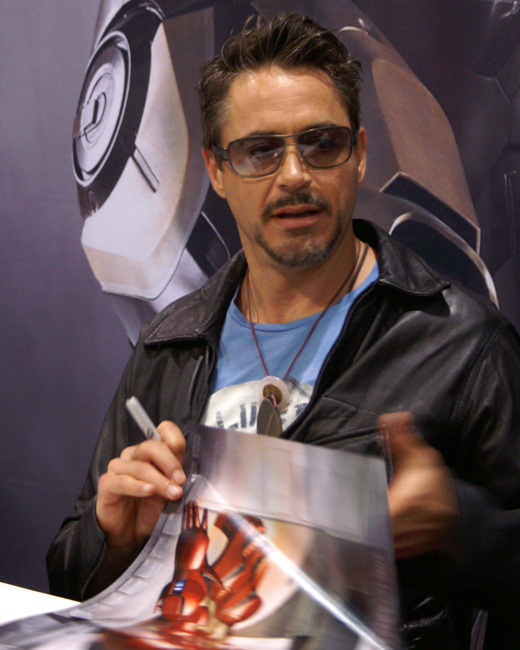
Роберт Дауни-младший на Comic-Con 2007

Тони Старк впервые появился в качестве персонажа комиксов в «Tales of Suspense» #39 (март 1963); он был результатом сотрудничества редактора и автора сюжета Стэна Ли, сценариста Ларри Либером, художника-рассказчика Дона Хека и художника-оформителя обложки и дизайнера персонажей Джека Кирби. Ли хотел создать «квинтэссенцию капиталиста», персонажа, который шёл бы вразрез с духом времени и читательской аудиторией Marvel. За основу внешности и личности этого плейбоя Ли взял Говарда Хьюза как «одного из самых ярких людей нашего времени. Он был изобретателем, авантюристом, мультимиллиардером, дамским угодником и, наконец, сумасшедшим». Оригинальный костюм персонажа представлял собой громоздкий серый бронированный костюм, заменённый золотой версией во второй истории (выпуск #40, апрель 1963 года) и переработанный Стивом Дитко в более изящную красно-золотую броню в выпуске #48 (декабрь 1963 года). Ли и Кирби включили Железного человека в «The Avengers» #1 (сентябрь 1963 года) в качестве члена-основателя команды супергероев. В середине 2000-х, когда другими студиями было снято множество фильмов по собственности Marvel, Кевин Файги понял, что Marvel по-прежнему владеет правами на основных членов Мстителей, в числе которых входил и Железный человек. Файги, будучи самопровозглашённым «фанатом», предполагал создать общую вселенную точно так же, как это сделали авторы Стэн Ли и Джек Кирби со своими комиксами в начале 1960-х годов.
Джон Фавро, который был выбран режиссёром первого «Железного человека», чувствовал, что прошлое Дауни сделало его подходящим выбором для этой роли, и что актёр мог бы сделать Старка «симпатичным козлом», но также изобразить подлинное эмоциональное путешествие, как только он завоюет аудиторию. В конечном счёте, выбор студии пал на Дауни для первого персонажа в своей постоянно расширяющейся кинематографической вселенной. Дауни также привлёк Фавро своим выступлением в фильме «Поцелуй навылет» (2005), причём Дауни часто беседовал с режиссёром этого фильма Шейном Блэком по поводу сценария и диалогов в «Железном человеке».

## Биография персонажа

### Ранняя жизнь
Энтони Эдвард «Тони» Старк рождается в Манхэттене, (Нью-Йорк), в семье известного гениального изобретателя и бизнесмена Говарда Старка, и светской львицы и филантропа Марии Старк. Тони рос под присмотром семейного дворецкого Эдвина Джарвиса. Видя, что сын может добиваться больших успехов, Говард пытается вдохновить его постоянными разговорами о своей собственной роли в создании Капитана Америки. Однако это лишь озлобляет Тони, который считает, что отец больше гордится своими творениями, нежели семьёй. Вундеркинд Старк учился в Массачусетском технологическом институте в течение двух лет, поступив туда будучи 14-летним подростком.
16 декабря 1991 года родители Тони уезжают на Багамские острова, но планируют остановиться в Пентагоне, чтобы передать сыворотку суперсолдата, созданную Говардом. Однако по данным СМИ они погибают в автокатастрофе. Позже выясняется, что на них напал агент «Зимний солдат», разум которого контролировала организация «Гидра» для кражи сыворотки. Старк унаследовал компанию своего отца, став генеральным директором «Stark Industries». Спустя годы он становится известным изобретателем оружия и ведёт образ жизни плейбоя. К началу нового тысячелетия он посещает конференцию в Берне, где встречает учёных Майю Хансен и Олдрича Киллиана.

### Становление Железным человеком
В 2008 году Тони Старк отправляется в охваченный войной Афганистан со своим другом, подполковником Джеймсом Роудсом, для демонстрации новой ракеты «Иерихон». После демонстрации ракеты, на конвой нападает террористическая организация «Десять колец». Тони Старк получает серьёзное ранение от своей же ракеты и попадает в плен. Заключённый в плену учёный Хо Инсен вживляет ему в грудь электромагнит, предохраняя сердце Старка от попадания в него осколков шрапнели.
Старк и Инсен тайно создают дуговой реактор для питания электромагнита Тони и бронированного костюма. Когда «Десять колец» атакуют мастерскую, Инсен жертвует собой, отвлекая их, пока бронекостюм производит зарядку. Надев броню, Старк выбирается из пещеры и в гневе сжигает оружие своей компании, находящееся у «Десяти колец». Старк сбегает из плена и попадает в пустыню, где его находит Роудс. Тони возвращается домой и объявляет, что его компания больше не будет производить оружие. В своей мастерской он создаёт более мощную версию железной брони и более мощную версию дугового реактора.
Старк летит в Афганистан в своей обновлённой броне и спасает жителей деревни от террористов. Вскоре Старк начинает подозревать своего наставника Обадайю Стейна в предательстве и отправляет Пеппер Поттс в кабинет Обадайи, чтобы она скопировала данные с его компьютера. Там она узнаёт, что Обадайя организовал плен Старка, чтобы занять место генерального директора компании «Stark Industries». Стейн, узнав о том, что Пеппер все знает, устраивает засаду Старку в его доме и вынимает дуговой реактор из его груди, раскрывая свои преступления. Тем не менее Тони удаётся заменить свой реактор, и он побеждает Стейна. На следующий день на пресс-конференции Старк публично признаётся, что он «Железный человек».

### Столкновение с Иваном Ванко
Шесть месяцев спустя, в 2011 году, Старк использует костюм Железного человека в мирных целях, сопротивляясь давлению правительства, которое хочет, чтобы он продал свои разработки. Он восстанавливает выставку «Stark Expo», чтобы продолжить дело отца, но обнаруживает, что палладиевый сердечник в дуговом реакторе, который позволяет Старку жить и питает броню, медленно его отравляет. Тогда он назначает свою ассистентку Пеппер Поттс генеральным директором «Stark Industries».
Старк, считая, что у него нет шанса исправить положение в реакторе, участвует в историческом Гран-при Монако, и в середине гонки на него нападает Иван Ванко, владеющий электрическими кнутами, питаемыми от миниатюрного самодельного дугового реактора. Старк надевает свою броню «Mark V» и побеждает Ванко, но сильно повреждает костюм. Старк посещает Ванко в тюрьме и восхищается его реактором, хотя и подмечает некоторые проблемы. На вечеринке по случаю дня рождения Старк напивается в броне «Mark IV». Роудс надевает прототип костюма Старка, «Mark II», и пытается успокоить его. Бой выходит вничью, и Джеймс улетает на базу ВВС США в броне Тони.
На следующий день к Тони приходит Ник Фьюри и предоставляет видеоматериалы его отца, и Тони случайно обнаруживает модель нового химического элемента, сконструированного в форме «Stark Expo». Он разгадывает загадку, синтезирует элемент в своей лаборатории и помещает его в дуговой реактор, избавляясь от проблем отравления. На выставке «Stark Expo» соперник Старка, Джастин Хаммер, представляет бронированные дроны, созданные Иваном Ванко и обновлённый боевой костюм Роудса. Старк прибывает в доспехах «Mark VI», чтобы предупредить друга, но Ванко удалённо берёт под контроль дроны и броню Роудса, нападая на Старка. Старку и Роудсу, при помощи агента Наташи Романофф удаётся одолеть Ванко и его дронов. После спасения Пеппер Поттс, у неё и Старка начинаются романтические отношения.

### Битва за Нью-Йорк
В 2012 году асгардский бог обмана Локи прибывает на Землю с целью её порабощения. Он крадёт Тессеракт с базы организации «Щ.И.Т.» и захватывает сознание агента Клинта Бартона, доктора Эрика Селвига и прочих агентов с помощью своего скипетра и сбегает. В связи с этим, Ник Фьюри запускает инициативу «Мстители». Агент Фил Колсон навещает Старка и просит его завершить исследования Эрика Селвига по Тессеракту. В Штутгарт, по инициативе Фьюри направляется Стив Роджерс и противостоит Локи, а затем к нему на помощь прилетает Тони Старк в своей броне Железного человека, что побуждает Локи сдаться (что является ещё одним этапом его плана). В процессе транспортировки Локи, на квинджет нападает его брат, Тор, и после короткой битвы с ними, присоединяется к ним.
На хеликэрриэре, Тони Старк и доктор Брюс Бэннер исследуют скипетр Локи и раскрывают информацию, что «Щ.И.Т.» намерен использовать Тессеракт для разработки передового оружия. В процессе активного спора между героями, Клинт Бартон и прочие агенты атакуют хеликэриэр, в результате чего Локи сбегает, убивая в процессе Фила Колсона. Старк, огорчённый гибелью Фила, догадывается, что Локи намерен использовать Башню Старка для проведения вторжения. Команда вылетает с хеликэриера и направляется в Нью-Йорк. в котором Эрик Селвиг, с помощью Тессеракта готов открыть портал. Старк понимает, что установку не уничтожить и пробует договориться с Локи. В процессе разговора, Старк сообщает Локи, что их команда «Мстители» не сдастся, даже если проиграет, Через некоторой битвы между Старком и Локи, Тессеракт открывает в небе портал, из которого вылетает армия Читаури. Старк, и прочие герои объединяются, и противостоят пришельцам. Начальство Фьюри из «Мирового Совета Безопасности» пытается положить конец вторжению, запуская ядерную ракету в центр Манхэттена. Фьюри сообщает Старку о ней и Старк перехватывает её и, жертвуя собой, направляет ракету через портал во главный корабль Читаури. Ракета взрывается, уничтожая главный корабль пришельцев и выводя из строя их силы на Земле. В костюме Старка заканчивается энергия и он теряет сознание, в результате чего он падает обратно через портал, однако Халк ловит его и спасает от смертельного падения. Тони и другие Мстители захватывают Локи, и Тор забирает его и Тессеракт обратно в Асгард.

### Месть Мандарина
У Старка развивается посттравматическое стрессовое расстройство после вторжения инопланетян на Землю. Он строит несколько десятков костюмов Железного человека и ссорится с Пеппер Поттс. Через семь месяцев после вторжения, Хэппи Хоган получает тяжёлое ранение в одной из череды взрывов террориста, известного как Мандарин. Старк угрожает Мандарину по телевидению, раскрывая при этом адрес своего дома, в результате чего Мандарин отправляет туда боевые вертолёты и взрывает особняк Старка. Старк сбегает в костюме Железного человека и разбивается в сельской местности в Теннесси. Его экспериментальной броне не хватает мощности, чтобы вернуться в Калифорнию, и мир считает его погибшим.
Вскоре Старк выслеживает Мандарина в Майами и проникает в его штаб-квартиру, выясняя, что это был лишь актёр Тревор Слэттери. Настоящим Мандарином оказывается Олдрич Киллиан, который захватывает Старка в плен. Когда он сбегает и встречается с Роудсом, герои узнают, что Киллиан намеревается атаковать президента США Эллиса. Мандарин намеревается убить его на нефтяном танкере в прямом эфире по ТВ. Старк вызывает свои костюмы Железного человека, управляемые Д.Ж.А.Р.В.И.С.ом дистанционно, для поддержки с воздуха. Позже, Старк пытается спасти Пеппер Поттс, которую подвергли технологии «Экстремис», однако не успевает поймать её, в результате чего она падает в огонь и Старк считает её погибшей. Однако при противостоянии с Киллианом, Пеппер, благодаря технологии «Экстремис» выживает и убивает Киллиана, а Роудс спасает президента. Тони приказывает Д.Ж.А.Р.В.И.С.у уничтожить все костюмы Железного человека в знак своей преданности Поттс, а после переносит операцию по удалению шрапнели из груди и выбрасывает дуговой реактор в море.

### Создание Альтрона
В 2015 году Старк и остальные Мстители атакуют оставшиеся объекты «Гидры» в Заковии, сталкиваясь с силами Гидры, во главе с Вольфгангом фон Штрукером, который экспериментировал на добровольцах Пьетро и Ванде Максимофф, используя скипетр Локи. Пока команда сражается снаружи, Тони проникает в лабораторию и находит скипетр вместе с технологиями Читаури, оставшимися после битвы за Нью-Йорк. Ванда использует свои способности манипулирования разумом в том числе на Старке, и насылает на него видение с гибелью всех Мстителей, кроме него и повторным вторжением на Землю. Очнувшись, Старк забирает скипетр Локи.
Вернувшись в Башню Мстителей, Тони Старк и Брюс Баннер, исследуя скипетр обнаруживают искусственный интеллект в камне скипетра и в тайне решают использовать его для создания миротворческой программы под названием «Альтрон», предложенной Старком. Внезапно, после 77 попыток, Альтрон пробуждется, уничтожает Д.Ж.А.Р.В.И.С.а и атакует Мстителей. После победы Мстителей, Альтрон сбегает в Заковию, строит армию роботов-дронов, убивает Штрукера и вербует Максимофф, которые винят Старка в гибели их родителей. Мстители находят и атакуют Альтрона в Йоханнесбурге, но Ванда насылает на бо́льшую часть команды видения, заставляет Бэннера превратиться в Халка и направляет того на город. Старк в броне «Халкбастер» останавливает Халка, нанеся при этом огромные разрушения в городе.
Герои, гонимые отрицательным общественным мнением укрываются в доме Клинта Бартона, где также появляется Ник Фьюри. Составив план, Роджерс, Романофф и Бартон находят Альтрона и захватывают его новое синтетическое вибраниумное тело, однако Альтрон захватывает Наташу в плен. Старк и Бэннер обнаруживают Д.Ж.А.Р.В.И.С.а и загружают его в перехваченное тело, однако Роджерс, узнав от близнецов всю опасность этого поступка, пытается вместе с ними помешать этому. Внезапно возвращается Тор и оживляет тело, основываясь на своём видении, что камень на его лбу — это Камень Разума. Оживлённое существо нападает на Тора, но быстро успокаивается, называет себя «Вижном» и предлагает команде свою помощь в уничтожении Альтрона. Старк, Мстители и примкнувшие к ним Пьетро и Ванда Максимофф, отправляются в Заковию, чтобы остановить Альтрона. Пока команда оправлялась от действий Ванды, Альтрон, используя оставшийся вибраниум создал устройство, которое должно поднять часть столицы страны в небо, а затем сбросить её на землю в качестве метеорита, чтобы уничтожить человечество. После битвы с Альтроном и эвакуации населения, выживший робот Альтрона активирует устройство, роняя город на Землю. Старк и Тор перегружают энергию устройства и взрывают летающую территорию. Мстители основывают новую базу, и Старк покидает команду.

### «Заковианский договор» и последствия
В 2016 году госсекретарь США, Таддеус Росс, сообщает Мстителям, что Организация Объединённых Наций (ООН) готовится принять «Заковианский договор», который подчинит команду комиссии ООН, в связи с их разрушительными действиями во время сражений. Мстители разделяются во мнениях: Старк поддерживает эту идею, виня себя в создании Альтрона и уничтожении Заковии, а Роджерс выступает против, считая, что таким образом команда не сможет действовать там, где она будет нужна. Вскоре Стив и его товарищ-суперсолдат Баки Барнс, обвинённый в терроризме, становятся беглыми преступниками вместе с Сэмом Уилсоном, Вандой Максимофф, Клинтом Бартоном и Скоттом Лэнгом. Старк собирает команду, состоящую из Наташи Романофф, Т’Чаллы, Джеймса Роудса, Вижна и Питера Паркера, чтобы противостоять действиям команды Стива. Происходит битва между группами в немецком аэропорту Лейпциг/Галле. Однако во время боя Стиву и Баки приходится бежать. Старк узнаёт, что Барнса подставил бывший полковник элитного подразделения Заковии Гельмут Земо, и направляется в тюрьму «Рафт», куда были помещены некоторые герои из команды Стива. Старк узнаёт от Уилсона намерения Стива и отправляется за ними. Встретившись, Стив и Тони заключают временное перемирие, однако когда Гельмут Земо раскрывает Старку, что именно Баки Барнс, будучи «Зимним солдатом» убил его родителей, а Стив решил не говорить об этом Тони, Старк вступает в бой со Стивом и Барнсом, в ходе которого отрывает роботизированную руку Барнса. После напряжённого сражения Роджерсу удаётся отключить броню Железного человека, и он уходит вместе с Баки, оставляя свой щит, поскольку Тони уточнил, что именно Говард Старк сделал его. Старк возвращается в Нью-Йорк и работает над протезами для ног Роудса, пострадавшего в битве супергероев. Стив отправляет Тони письмо с извинениями.
Два месяца спустя у Питера Паркера возобновляется школьная учёба, и Старк говорит ему, что мальчик ещё не готов стать полноценным Мстителем. Старк спасает Паука после того, как Стервятник чуть не утопил его, и предостерегает Паркера от дальнейшего взаимодействия с преступностью. Вскоре Железный человек помогает юноше спасти пассажиров «Статен-Айленд Ферри» и отчитывает его за безрассудство, конфискуя предоставленный костюм. Однако когда Паркер исправляется, а затем одолевает Тумса, Тони признаёт, что ошибался на его счёт, предлагает Питеру новый костюм и возможность стать Мстителем, но Паркер отказывается. Старк, проверяя Питера гордится его выбором. В конце фильма он возвращает костюм Питеру.

### Противостояние с Таносом
В 2018 году Старк и Поттс в парке Нью-Йорка, обсуждают рождение детей и грядущую свадьбу. Внезапно из портала появляется Стивен Стрэндж и Бэннер, исчезнувший после битвы при Заковии. Бэннер передаёт предупреждение Стрэнджу, Вонгу и Старку о том, что безумный титан Танос планирует использовать Камни Бесконечности, чтобы уничтожить половину всей жизни во Вселенной. Старк, в беседе с Брюсом отказывается позвонить Стиву, однако Брюс убеждает его это сделать. Не успев позвонить, на Нью-Йорк совершают нападения Эбеновый Зоб и Кулл Обсидиан, чтобы забрать Камень Времени, побуждая Стрэнджа, Старка, Вонга и прибывшего на помощь Паркера противостоять им. Старк противостоит Куллу Обсидиану, а Зоб Стрэнджу и Вонгу. В результате битвы, Вонг отправляет Кулла Обсидиана на гору, отрезая ему руку порталом, а Зоб захватывает Стрэнджа. Старк и Паркер пробираются на борт космического корабля Зоба, чтобы спасти Стрэнджа.
Старк, узнав, что Паркер пробрался на космический корабль, отчитывает Питера за его несознательность и предупреждает, что это может быть его последнее путешествие. Успешно освободив Стрэнджа и убив Зоба, троица отправляется на родную планету Таноса Титан, где они встречаются с членами Стражей Галактики. Они разрабатывают план противостояния Таносу и снятия Перчатки Бесконечности. Прибывший Танос одолевает группу и в результате боя один на один наносит Старку его же лезвием удар в живот. Стрэндж отдаёт Камень Времени в обмен на то, чтобы Танос пощадил Старка. Танос забирает Камень и отправляется на Землю, забирает последний камень и активирует Перчатку Бесконечности. Старк и Небула, застрявшие на Титане, наблюдают, как Паркер и другие исчезают.

### Самопожертвование
Кэрол Дэнверс спасает застрявших в космосе Старка и Небулу и возвращает их на Землю, где Старк вступает со Стивом в разговорную конфронтацию, поскольку раньше он предлагал защитить Землю, однако все отказались и в результате Мстители проиграли. Старк, не желая больше рисковать собственной жизнью решает уйти в отставку, и в течение пяти лет воспитывает свою дочь Морган. В этот же период он помогает Брюсу Беннеру построить гамма-лабораторию в Мексике, где они проводили эксперименты с кровью Халка. В 2023 году, когда вернувшийся из Квантового мира Скотт Лэнг выдвигает гипотезу о способе вернуть погибших обратно, Мстители обращаются к Старку, который поначалу отказывается, считая эту идею опасной. Несмотря на это, он рассматривает этот вопрос в частном порядке, и, благодаря технологиям открывает способ путешествия во времени с помощью частиц Пима и соглашается помочь. Мстители собираются вместе и организуют операцию «Хрононалёт», целью которой служит изъятие альтернативных Камней Бесконечности из прошлого, чтобы отменить действия Таноса. Путешествуя в 2012 год, Старку не удаётся получить Тессеракт после битвы за Нью-Йорк, и он вместе со Стивом отправляется в 1970-й год и крадёт Тессеракт с базы «Щ.И.Т.» в лагере «Лихай», где у него случается содержательный разговор с более молодой версией Говарда Старка.
Мстители успешно изымают все Камни Бесконечности. Старк, Ракета и Брюс Бэннер создают новую Нано-перчатку, основанную на нанотехнологии и помещают в неё полученные Камни. Затем, после небольшого разговора о том, кто должен совершить щелчок, Бэннер вызывается добровольцем, поскольку у него имеется наибольший шанс выжить после использования Камней. Брюс совершает щелчок и возвращает к жизни половину всей жизни во Вселенной, уничтоженную Таносом. Однако за ними следует альтернативная версия Таноса и его армии, которых в 2023 году призывает альтернативная версия Небулы. Во время последовавшей битвы Танос заполучает Перчатку Старка, и они вдвоём борются за контроль над ней. Таносу удаётся одолеть Старка, прежде чем предпринять ещё одну попытку её использования, однако он обнаруживает, что Старку удалось перенести Камни Бесконечности в свою собственную броню. Старк создаёт Перчатку на своей руке и использует её, уничтожая Таноса и все его силы, тем самым спасая Вселенную, но в процессе получает смертельные повреждения, в результате чего Старк умирает в окружении Джеймса Роудса, Питера Паркера, Пеппер Поттс и прочих Мстителей.

### Наследие
Мир оплакивает Тони Старка. Спустя восемь месяцев, Питер Паркер получает очки, отправленные ему от Старка, с доступом к искусственному интеллекту Старка «Э.Д.И.Т.», и технологиям Старка с сообщением, которое определяет его как избранного преемника Старка. Однако бывший сотрудник «Stark Industries» Квентин Бек обманом заставляет Паркера отдать ему очки, заставляя Паркера поверить, что именно Квентин является более достойным преемником. Бек, возглавляющий команду других бывших сотрудников «Stark Industries», таких как Уильям Гинтер Рива, и возмущённый тем, что Старк уволил его, стремится заполнить вакансию, оставленную Старком в качестве Железного человека, используя программное обеспечение, которое он разработал для Старка — «М.О.Р.Г.», для усиления иллюзий существ, известных как Элементалы, представляя себя героем, известным как Мистерио, который «побеждает» их. Он использует Э.Д.И.Т. для проведения атак дронов в Лондоне, нацеленных на Паркера. Паркер в конце концов срывает планы Бека и возвращает очки, после чего создаёт свой собственный костюм Человека-паука, используя технологии «Stark Industries», аналогично тому, как Старк проектировал свою первую броню Железного человека.
Бек посмертно обвиняет Паркера в убийстве и раскрывает миру его тайную личность. После этого, организация «Контроль последствий» конфискует активы «Stark Industries», а Хэппи Хогана допрашивают как соучастника в убийстве Бека. Несколько месяцев спустя Паркер просит Стивена Стрэнджа о помощи, и Стивен использует заклинание, предназначенное для того, чтобы мир забыл, что Питер Паркер является Человеком-пауком, однако Питер портит заклинание, в результате чего Мультивселенная открывается и в их вселенную проникают злодеи, сражавшиеся с Человеком-пауком. В попытке исправить личные проблемы, Паркер пытается убедить проректора «MIT», проезжающую мост Александра Гамильтона, принять заявления его друзей. Внезапно на Питера нападает Отто Октавиус. Октавиус хватает Паука и, отломав часть костюма Железного паука, созданного Старком, интегрирует наночастицы в свои манипуляторы. Однако Паркер с помощью частиц берёт манипуляторы под свой контроль и спасает проректора. В дальнейшем, Паркер использует технологии Старка в попытке «вылечить» злодеев, прежде чем отправить домой. С помощью фабрикатора, изобретённого Старком, Паркеру при помощи Нормана Озборна удаётся воссоздать для доктора Октавиуса работающий чип по контролю над манипуляторами. Впоследствии, появившийся Зелёный гоблин произносит внушительную речь о их суперспособностях, воздействуя на других злодеев. Макс Диллон завладевает одним из дуговых реакторов Старка, что значительно усиливает его способности. В конце концов Паркер и Стрэндж отправляют вылеченных злодеев обратно в их реальности, а Стрэндж использует заклинание, заставляющее всех забыть гражданскую личность Паркера. Не имея дальнейшего доступа ни к одной из технологий Старка, Паркер создаёт новый костюм Человека-паука и возобновляет свой анонимный героизм.
В декабре 2024 года Клинт Бартон посещает Нью-Йорк и посещает постановку «Роджерс: Мюзикл», в которой изображён Старк в битве за Нью-Йорк. Он также замечает мемориальную доску на месте первого сбора Мстителей, и имя Старка занимает второе место в списке. Кроме того, Бартон и его протеже Кейт Бишоп используют наконечники стрел, созданные компанией «Stark Industries» для борьбы с «Мафией в трениках».

## Альтернативные версии

### Потеря Тессеракта
В альтернативной временной линии 2012 года Старк и Мстители одерживают победу над Локи во время битвы за Нью-Йорк, однако путешествующие во времени Старк и Скотт Лэнг из 2023 года изменяют историю Старка 2012 года, когда они пытаются украсть портфель, содержащий Тессеракт. Когда Старк-2012 и Тор-2012 спорят с Александром Пирсом и агентами «Щ.И.Т.» по поводу задержания Локи и Тессеракта, Лэнг, используя свой костюм Человека-муравья, уменьшается и проникает в дуговой реактор Старка-2012, и вытаскивает штырь из него, что вызывает у него сердечную аритмию. Тор-2012 использует Мьёльнир, и перезапускает реактор, спасая жизнь Старка-2012. Старк-2023 получает портфель, но теряет его, когда Халк-2012 выламывается из лифта. Тессеракт выпадает, и когда Старк-2012 и Тор-2012 отвлеклись, Локи поднимает его и телепортируется в пустыню Гоби.
Позже, прибывшие агенты организации «Управление временными изменениями» (УВИ) арестовывают Локи и стирают данную реальность.

### «Что, если…?»
Тони Старк, озвученный Миком Уингертом появляется в первом сезоне анимационного сериала «Disney+» «Что, если…?» (2021) в виде нескольких альтернативных версий самого себя:

#### Гибель Мстителей
В альтернативной временной линии 2011 года Старк погибает после того, как Наташа Романофф вводит ему временное противоядие от отравления палладием. Фьюри позже с помощью Романофф выясняет, что убийцей является Хэнк Пим.

#### Зомби-эпидемия
В альтернативной временной линии 2018 года Старк заражается квантовым вирусом и превращается в зомби вместе с Мстителями в Сан-Франциско. Когда Брюс Бэннер совершает аварийную посадку в Нью-Йоркском Санктуме, чтобы предупредить героев о прибытии Таноса, зомбированный Старк нападает на прибывших Кулла Обсидиана и Зоба вместе с заражёнными Стивеном Стрэнджем и Вонгом, и заражает их, однако его, вместе с другими заражёнными героями быстро убивает Хоуп ван Дайн.

#### Гибель от рук Киллмонгера
В альтернативной временной линии 2010 года Эрик «Киллмонгер» Стивенс предотвращает похищение Старка террористической организацией «Десять колец» в Афганистане и в результате этого Старк не стал Железным человеком. Старк возвращается в США, где Киллмонгер раскрывает причастность Обадайи Стейна к заговору с похищением, и Старк назначает его новым исполнительным директором «Stark Industries». Старк и Киллмонгер строят гуманоидный боевой дрон, используя вибраниумное кольцо Н’Джобу, однако Киллмонгер предаёт и убивает Старка, развязывая войну между США и Вакандой.

#### Завоевание Альтрона
В альтернативной временной линии 2015 года Альтрон успешно загружает своё сознание в новое вибраниумное тело, становясь достаточно могущественным, убивает Старка и большинство Мстителей, уничтожая всю жизнь на Земле.

#### Работа с Гаморой
В альтернативной временной линии 2012 года Старк не попадает в портал после самопожертвования во время битвы за Нью-Йорк и падает на Сакаар. Участвуя в гонках, Старк смещает Грандмастера и затем помогает Гаморе убить Таноса, после чего вместе с ней расплавляет его Перчатку Бесконечности. Когда Наблюдатель собирает героев, чтобы сразиться с разрушающей Мультивселенную версией Альтрона, он выбирает Гамору из этого мира, но демонстративно исключает Старка.

#### Захват башни Мстителей
В альтернативной временной линии 2015 года в Рождество башню Мстителей захватывает Джастин Хаммер. Глава охраны Хэппи Хоган звонит Старку, однако будучи на празднике по случаю Рождества, Тони сбрасывает звонок. Позже Старк вместе со всей командой прибывает на Башню и противостоит «Фрику» Хогану, а затем снимает броню «Халкбастер» с Хаммера. После этого команда отправляется пировать в горящую башню.

#### Аномалия 1602 года
В альтернативном 2018 году Стив Роджерс во время битвы с Таносом в Ваканде случайно задевает Камень времени, и это порождает временную аномалию 1602 года. В ней Тони Старк является алхимиком и помогает Капитану Картер вернуть аномалию в нормальное состояние.

## Появления
Роберт Дауни-младший исполняет роль Тони Старка в фильмах Кинематографической вселенной Marvel «Железный человек» (2008), «Железный человек 2» (2010), «Мстители» (2012), «Железный человек 3» (2013), «Мстители: Эра Альтрона» (2015), «Первый мститель: Противостояние» (2016), «Человек-паук: Возвращение домой» (2017), «Мстители: Война бесконечности» (2018) и «Мстители: Финал» (2019). Кроме того, Дауни также появляется в эпизодической роли в фильме «Невероятный Халк» (2008).
В фильме «Человек-паук: Вдали от дома» (2019) Старк появляется в архивных кадрах из фильма «Первый мститель: Противостояние», а также в архивных кадрах в короткометражке Marvel One-Shots «Консультант» (2011). Архивные кадры персонажа также появляются в «Славной миссии», первом эпизоде телесериала Disney+ «Локи».
В сентябре 2019 года Deadline Hollywood сообщил, что Дауни появится в «Чёрной вдове» (2021) в роли Старка; ранняя версия сценария включала финальную сцену между Старком и Наташей Романофф из фильма «Первый мститель: Противостояние». Её не было в финальном фильме; режиссёр Кейт Шортланд заявила, что она и Кевин Файги решили не добавлять Старка или любых других героев в фильм, чтобы Романофф могла быть самостоятельной, а сценарист Эрик Пирсон добавил, что было определено, что эта сцена не добавляла ничего нового в историю.
Старк возвращается в мультсериале Disney+ «Что, если…?», хотя на этот раз персонажа озвучивает Мик Уингерт.

## Характеризация

### Внешний вид и личность
Это тонкая грань. Если ты что-то меняешь… потому что вы хотите удвоить дух того, кем является персонаж? Это изменение, которое мы внесём. Тони Старк не читает открытку и не придерживается фиксированной истории? Он просто выпаливает «Я Железный человек»? Похоже, это очень соответствует тому, кем является этот персонаж.
У Дауни был офис рядом с Фавро во время подготовки к производству, что позволило ему более активно участвовать в процессе написания сценария, особенно добавляя юмора в фильм. Дауни объяснил: «Что я обычно ненавижу в этих фильмах [о супергероях], так это то, что внезапно парень, который вам нравится, превращается в Дадли Справедливого, и тогда ты должен поверить во всё его „Давайте сделаем что-нибудь хорошее!“ Что-то типа Элиота Несса в плаще. Что было действительно важно для меня, так это то, чтобы он не изменился так сильно, что стал неузнаваемым. Когда кто-то раньше был придурком, и он больше им не является, надеюсь, у него всё ещё осталось чувство юмора». Чтобы подготовиться, Дауни проводил пять дней в неделю на силовых тренировках и занимался боевыми искусствами, чтобы прийти в форму, что, по его словам, пошло ему на пользу, потому что «трудно не иметь расстройства личности… после нескольких часов в этом костюме. Я вспоминаю каждый терапевтический момент, который могу придумать, чтобы просто пережить этот день». Раскрытие Старком своего альтер эго в конце «Железного человека» было сымпровизировано актёром Робертом Дауни-мл.

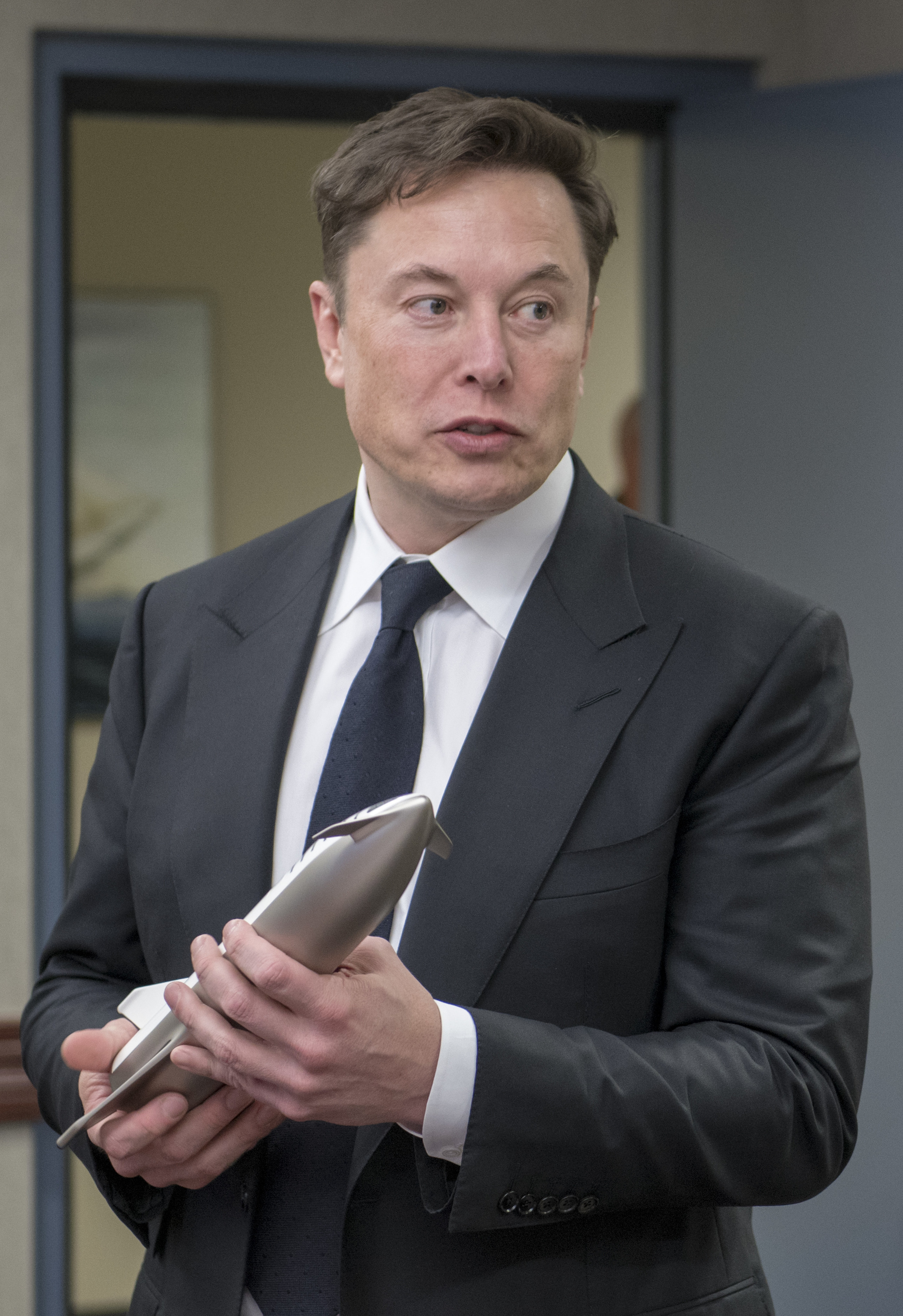
Бизнес-магнат и предприниматель Илон Маск (вверху) оказал ключевое влияние на изображение Тони Старка в КВМ.

В фильме «Железный человек 2» Старк изо всех сил старается, чтобы его технология не попала в руки правительства. Дауни и Фавро, которым передали сценарий и которые работали по нему над первым фильмом, сами придумали сюжет фильма. По поводу того, что Старк был героем, Дауни сказал: «Это своего рода героизм, но на самом деле отчасти от его собственного имени. Поэтому я думаю, что, вероятно, у него есть небольшой комплекс самозванца, и как только он сказал „Я Железный человек“, теперь ему действительно интересно, что это значит. Если у вас есть вся эта подушка безопасности, как у него, и публика на вашей стороне, и вы обладаете огромным богатством и властью, я думаю, что он слишком изолирован, чтобы быть в порядке».
«Мстители» представил роль Старка как одного из команды героев, которые должны собраться вместе, чтобы защитить Землю от инопланетного вторжения во главе с богом Локи. Дауни сначала подталкивал режиссёра Джосса Уидона к тому, чтобы Старк сыграл главную роль в фильме 2012 года «Мстители»: «Ну, я сказал: „Мне нужно быть в начальной сцене. Я не знаю, о чём ты думаешь, но Тони должен двигать всё это.“ Он сказал: „Хорошо, давай попробуем так.“ Мы попробовали это, и это не сработало, потому что это совсем другое дело, история, идея и тема — это тема, и каждый является просто рукой осьминога». Об эволюции персонажа из предыдущих фильмов Дауни сказал: «В „Железном человеке“, который был историей происхождения, он был своим собственным прозрением и своего рода искуплением. „Железный человек 2“ — это всё о том, чтобы не быть островом, решать проблемы наследия и освобождать место для других... В „Мстителях“ он бросает это вместе с остальными». В кульминационный момент фильма Старк направляет ядерную ракету через межзвёздный портал, чтобы уничтожить главный корабль пришельцев, демонстрируя готовность пожертвовать своей жизнью, чтобы спасти Землю.
В фильме «Железный человек 3» Старк изо всех сил пытается смириться со своим почти смертельным опытом в «Мстителях», страдая от приступов тревоги. Снимая третий фильм о Железном человеке, Дауни сказал: «Я чувствую, что нам нужно оставить всё это на поле боя — что бы это ни значило в конце. Вы можете выбрать несколько разных отправных точек для этого». Говоря о будущем после «Мстителях», Дауни сказал, что они «старались быть практичными в мире после „Мстителей“. Каковы его проблемы сейчас? Какие ограничения могут быть наложены на него? И какая угроза заставила бы его, как обычно, игнорировать эти ограничения?». Сценарист Дрю Пирс сравнил Старка в «Железном человеке 3» с американским Джеймсом Бондом за то, что оба были «героями с чувством опасности для них и непредсказуемостью», даже если Старк был «свободным агентом», а не авторитетной фигурой, такой как Бонд. Он также сравнил Тони с главными героями фильмов 1970-х годов, таких как «Французский связной» (1971), где «особенности героев — это то, что делало их захватывающими».
В фильме «Мстители: Эра Альтрона» Старк стал бенефактором Мстителей. О том, как развивается его персонаж после событий «Железного человека 3», Дауни сказал: «Я думаю, он понимает, что настройка и изготовление всех костюмов в мире — а это то, чем он занимался — всё ещё не сработало для той части его служебного долга, которая оставила у него небольшое посттравматическое расстройство. Поэтому он больше сосредоточен на том, как мы можем сделать так, чтобы с самого начала не было никаких проблем. Это, знаете ли, вышибала на верёвке нашей планеты. Это большая идея». События «Эры Альтрона» ведут непосредственно к конфликту в фильме «Первый мститель: Противостояние», в котором Старк возглавляет фракцию Мстителей в поддержку регулирования людей со сверхспособностями. Энтони Руссо сказал, что эгоизм Старка позволил сценаристам «довести его до того момента в его жизни, когда он был готов подчиниться авторитету, когда он чувствовал, что это правильно». Джо Руссо добавил, что из-за видений, которые Старк видел в «Эре Альтрона», у него теперь есть комплекс вины, который «заставляет его принимать очень конкретные решения», называя его эмоциональную арку «очень сложной». Личный тренер Дауни Эрик Орам заявил, что хитрость в том, чтобы противопоставить Роджерса Старку, «состоит в том, чтобы показать, что Железный человек использует „минимальную силу“, необходимую для победы в бою». Marvel изначально хотела, чтобы роль Дауни была меньше, но «Дауни хотел, чтобы Старк сыграл более существенную роль в сюжете фильма». «Variety» отметило, что Дауни получит $40 миллионов плюс бэкэнд за своё участие, а также дополнительную выплату, если фильм превзойдёт по сборам фильм «Первый мститель: Другая война», поскольку Marvel приписала бы этот успех присутствию Дауни.
В фильме «Человек-паук: Возвращение домой» Старк является наставником Питера Паркера и создателем Контроля последствий. Председатель Sony Pictures Motion Picture Group Томас Ротман отметил, что, помимо коммерческой выгоды от участия Дауни в фильме, включение Старка было важно из-за отношений, установившихся между ним и Паркером в фильме «Первый мститель: Противостояние». Уоттс отметил, что после действий Старка в «Противостоянии», познакомив Паркера с жизнью как Мстителя, есть «много последствий для этого. Является ли это первым шагом к тому, чтобы Тони стал своего рода наставником? Устраивает ли его это?» Сосценарист Джонатан Голдштейн сравнил Старка с персонажем Итана Хоука в фильме «Отрочество» (2014).
Дауни вновь исполнил свою роль в фильмах «Мстители: Война бесконечности» (2018) и «Мстители: Финал» (2019). Режиссёр «Железного человека 3» Шейн Блэк заявил в марте 2013 года, что "Было много дискуссий по этому поводу: «Это последний „Железный человек“ для Роберта [Дауни-младшего]?» Что-то подсказывает мне, что этого не произойдёт, и [его] увидят в четвёртом или пятом". Президент Marvel Studios Кевин Файги сказал, что персонаж Старка будет продолжать фигурировать в Кинематографической вселенной Marvel независимо от участия Дауни. Также в марте Дауни заявил, что готов продлить свой контракт, заявив, что он чувствует, что «есть ещё пара вещей, которые мы должны сделать» с персонажем. В июне 2013 года, когда Дауни подписал контракт на возвращение в роли Железного человека в «Мстителях: Эра Альтрона», он также подписал контракт на третий фильм про Мстителей. В интервью в июле 2014 года во время съёмок фильма «Мстители: Эра Альтрона» Дауни выразил заинтересованность в продолжении роли Железного человека. «Кевин [Файги] и Айк [Перлмуттер, генеральный директор Marvel Entertainment] и Disney должны прийти к нам с предложением, и мы должны согласиться или не согласиться», — сказал Дауни. «Когда дела идут отлично, есть много общего». Он добавил: «Это такая штука: зачем отказываться от пояса, когда кажется, что тебя едва могут уколоть?». В апреле 2016 года Дауни выразил готовность сняться в потенциальном четвёртом фильме о Железном человеке, сказав: «Я мог бы сняться в ещё одном». Контракт Дауни с Marvel истёк после фильма «Мстители: Финал», где Старк умирает.
Чувство моды Старка развивалось в течение фильмов, первоначально его описывали как «прискорбно примитивное… в основном обвисшие джинсы, хенли и майки — с редким костюмом», но улучшилось ко времени первого фильма «Мстители» и стало более изощрённым к «Противостоянию», поскольку Старк повзрослел и принял большую ответственность за последствия своих действий. Дауни выразил желание, чтобы его гардероб отражал то, что «вы всё ещё знаете, что он Тони Старк, и вы всё ещё знаете, что он самый богатый человек в мире». Одежда Старка была описана как чередующаяся между «милым костюмом с некоторыми оттенками» в его корпоративном образе «или футболкой, джинсами, и дуговым реактором» в его личное время. Его чувство моды было названо «наполовину боссом мафии и наполовину актёром из „Теории Большого взрыва“», и он чередовался «между квадратными костюмами в тонкую полоску и фальшиво-ироничными винтажными футболками».

### Броня и специальные эффекты

Броня Тони Старка, как показано в фильме «Железный человек» (2008)

Тони Старк носил множество различных доспехов за всё своё время в КВМ. Для «Железного человека» Стэн Уинстон и его компания создали металлические и резиновые версии доспехов, показанные в фильме, в то время как художник комиксов «Iron Man» Ади Гранов разработал Mark III вместе с иллюстратором Филом Сондерсом. Industrial Light & Magic (ILM) создала цифровые доспехи в фильме, при этом компании The Orphanage и The Embassy делали дополнительную работу. Чтобы помочь с анимацией более изысканных костюмов, информация иногда фиксировалась, когда Дауни надевал только шлем, рукава и грудь костюма поверх костюма для захвата движения.
Для «Железного человека 2» ILM снова сделала большинство эффектов, как и в первом фильме, причём Double Negative также работала над фильмом. На съёмках «Мстителей» Weta Digital взяла на себя обязанности по анимации Железного человека во время дуэли в лесу. Для «Железного человека 3» Digital Domain, Scanline VFX и Trixter работали над отдельными кадрами с изображением брони Mark 42, работая с разными цифровыми моделями. Студии поделились некоторыми своими файлами, чтобы обеспечить согласованность между кадрами. Для доспехов Mark 42 и Железного патриота компания Legacy Effects создала частичные костюмы, которые носили на съёмочной площадке.

## Отличия от комиксов
История происхождения Железного человека была обновлена для фильмов. В комиксах Старк становится Железным человеком после участия в войне во Вьетнаме, которая сменяется войной в Афганистане .Джарвис в комиксах — семейный дворецкий, в то время как в фильмах Д.Ж.А.Р.В.И.С. — это искусственный интеллект, созданный Старком, хотя он всё равно был вдохновлён дворецким из детства Старка, Эдвином Джарвисом, который, как выяснилось, скончался к моменту событий первого фильма. Старк также проходит через ранние итерации своей брони, чтобы гораздо быстрее достичь уже знакомой красно-золотой цветовой гаммы. Личность Старка больше похожа на версию персонажа из Ultimate Comics.
ИИ-версия Д.Ж.А.Р.В.И.С.а в конечном итоге загружается Старком в искусственное тело и становится Виженом. В фильмах Вижен создан Старком и Бэннером в противовес Альтрону. В комиксах, однако, Альтрон создан другим членом Мстителей, Хэнком Пимом, и аспекты личности Пима интегрированы в эту версию Альтрона, такие как стремление к миру. Ещё одно отличие в фильмах — роман между Старком и Пеппер Поттс. В комиксах Поттс испытывает безответные чувства к Старку и в конечном счёте связывается с шофёром и телохранителем Старка Хэппи Хоганом.
Новый подход, не встречающийся в комиксах — это наставнические отношения Старка с Питером Паркером. В Ultimate Comics Старк и Паркер не выходят за рамки обычных отношений между тренером и стажёром. В КВМ Старк также является создателем двух итераций костюмов Человека-паука Паркера, в отличие от комиксов, где он создаёт только броню Железного паука, в то время как Паркер создаёт другие костюмы самостоятельно. Также показано, что у Старка есть история с врагами Паркера Стервятником и Мистерио; оба изображены как превратившиеся в злодеев из-за действий Старка. В то время как он не сталкивается с ними лицом к лицу, это делает его протеже.
Мандарин, повторяющийся злодей Железного человека в комиксах, оказывается всего лишь актёром, изображающим персонажа, а настоящим организатором преступлений, которые приписывает себе «Мандарин», является Олдрич Киллиан — второстепенный персонаж комиксов. Мандарин оказывается реальным человеком в короткометражке Marvel One-Shots «Да здравствует король»; вместо этого эта версия изображена как отец и враг Шан-Чи в фильме «Шан-Чи и легенда десяти колец» (2021).

## Реакция
Выступление Дауни в роли Тони Старка получило широкую оценку среди фанатов и критиков. Роджер Эберт похвалил игру Дауни в «Железном человеке», заявив, что «В конце концов, именно Роберт Дауни-младший управляет взлётом, отделяющим этот фильм от большинства других фильмов о супергероях». Фрэнк Ловече из «Film Journal International», бывший писатель из Marvel Comics, похвалил то, что «Железный человек 2» «не находит изменившегося человека. Внутри металла несовершенная человечность растёт ещё больше, поскольку наводящие на размышления вопросы идентичности встречаются с техно-фантазией, ставшей плотью».
Что касается «Мстителей», Джо Моргенштерн из «The Wall Street Journal», несмотря на то, что он похвалил Дауни, отдал предпочтение его работе в «Железном человеке», а не его игре в «Мстителях»: «Его Железный человек, безусловно, командный игрок, но мистер Дауни приходит на вечеринку с двумя непреодолимыми сверхспособностями: персонажем признанной утончённости (промышленником/изобретателем Тони Старком, острым на язык человеком мира) и его собственным ртутным присутствием, которое находит своё лучшее выражение в самоиронии». В своём обзоре на фильм «Мстители: Финал» Моргенштерн похвалил как актёра, так и персонажа, похвалив «поразительно умного Тони Старка Роберта Дауни-младшего», который вместе с Капитаном Америкой Криса Эванса и Тором Криса Хемсворта внёс свой вклад в «чувство семьи этого фильма… потому что дебюты его самых выдающихся участников остаются яркими и по сей день».
В 2015 году «Empire» назвал Тони Старка 13-м величайшим киногероем всех времён. В 2019 году, после смерти Старка в фильме «Мстители: Финал», в Форте-деи-Марми, Италия, была установлена статуя, изображающая персонажа в доспехах Железного человека.
Киногерой становился предметом многочисленных интернет-мемов, а его цитаты также рассматривались в СМИ. Жасмин Венегас из Comic Book Resources отмечала худшие ошибки Тони Старка в КВМ и самой большой назвала создание Альтрона.

### Награды
Дауни получил множество номинаций и наград за своё изображение Тони Старка. Он трижды получал премию «Сатурн» за лучшую мужскую роль, что делает его рекордным четырёхкратным победителем (ранее он получил награду за «Сердце и души» 1993 года); это также рекорд по количеству побед за изображение одного и того же персонажа, встав в один ряд с Марком Хэмиллом за его изображение Люка Скайуокера.
| Год  | Фильм                             | Награда                | Категория                                         | Результат | Прим.   |
| ---- | --------------------------------- | ---------------------- | ------------------------------------------------- | --------- | ------- |
| 2008 | «Железный человек»                | Teen Choice Awards     | Choice Movie: Актёр экшна                         | Номинация | [ 103 ] |
| 2008 | «Железный человек»                | Scream                 | Лучший актёр в фантастическом фильме              | Победа    | [ 104 ] |
| 2008 | «Железный человек»                | Scream                 | Лучший супергерой                                 | Номинация | [ 105 ] |
| 2009 | «Железный человек»                | People’s Choice Awards | Любимая экшн-кинозвезда                           | Номинация | [ 106 ] |
| 2009 | «Железный человек»                | People’s Choice Awards | Любимая кинозвезда                                | Номинация | [ 106 ] |
| 2009 | «Железный человек»                | People’s Choice Awards | Любимый супергерой                                | Номинация | [ 106 ] |
| 2009 | «Железный человек»                | Империя                | Лучший актёр                                      | Номинация | [ 107 ] |
| 2009 | «Железный человек»                | MTV Movie Awards       | Лучшая мужская роль                               | Номинация | [ 108 ] |
| 2009 | «Железный человек»                | Сатурн                 | Лучший актёр                                      | Победа    | [ 96 ]  |
| 2010 | «Железный человек 2»              | Teen Choice Awards     | Choice Movie: Актёр научно-фантастического фильма | Номинация | [ 109 ] |
| 2010 | «Железный человек 2»              | Teen Choice Awards     | Choice Movie: Танец                               | Номинация | [ 109 ] |
| 2010 | «Железный человек 2»              | Teen Choice Awards     | Choice Movie: Драка (с Доном Чидлом)              | Номинация | [ 110 ] |
| 2010 | «Железный человек 2»              | Scream                 | Лучший актёр в фантастическом фильме              | Номинация | [ 111 ] |
| 2010 | «Железный человек 2»              | Scream                 | Лучший супергерой                                 | Победа    | [ 112 ] |
| 2011 | «Железный человек 2»              | People’s Choice Awards | Любимый киноактёр                                 | Номинация | [ 113 ] |
| 2011 | «Железный человек 2»              | People’s Choice Awards | Любимая звезда боевиков                           | Номинация | [ 113 ] |
| 2011 | «Железный человек 2»              | People’s Choice Awards | Любимая экранная команда (с Доном Чидлом)         | Номинация | [ 113 ] |
| 2011 | «Железный человек 2»              | MTV Movie Awards       | Звезда, которая всех уделала                      | Номинация | [ 114 ] |
| 2011 | «Железный человек 2»              | Сатурн                 | Лучший актёр                                      | Номинация | [ 115 ] |
| 2012 | «Мстители»                        | Teen Choice Awards     | Choice Movie: Актёр научно-фантастического фильма | Номинация | [ 116 ] |
| 2012 | «Мстители»                        | Teen Choice Awards     | Choice Summer: Актёр                              | Номинация | [ 116 ] |
| 2013 | «Мстители»                        | People’s Choice Awards | Любимый киноактёр                                 | Победа    | [ 117 ] |
| 2013 | «Мстители»                        | People’s Choice Awards | Любимый актёр боевиков                            | Номинация | [ 117 ] |
| 2013 | «Мстители»                        | People’s Choice Awards | Любимый супергерой                                | Победа    | [ 117 ] |
| 2013 | «Мстители»                        | Выбор критиков         | Лучший актёр в экшн-фильме                        | Номинация | [ 118 ] |
| 2013 | «Мстители»                        | Kids' Choice Awards    | Самый крутой                                      | Номинация | [ 119 ] |
| 2013 | «Мстители»                        | Империя                | Лучший актёр                                      | Номинация | [ 120 ] |
| 2013 | «Мстители»                        | MTV Movie Awards       | Лучший актёрский дуэт (с Марком Руффало)          | Номинация | [ 121 ] |
| 2013 | «Мстители»                        | MTV Movie Awards       | Лучший бой (с актёрским составом)                 | Победа    | [ 121 ] |
| 2013 | «Мстители»                        | MTV Movie Awards       | Лучший киногерой                                  | Номинация | [ 121 ] |
| 2013 | «Железный человек 3»              | Teen Choice Awards     | Choice Movie: Актёр экшна                         | Победа    | [ 122 ] |
| 2013 | «Железный человек 3»              | Teen Choice Awards     | Choice Movie: Актёр научно-фантастического фильма | Номинация | [ 122 ] |
| 2013 | «Железный человек 3»              | Teen Choice Awards     | Choice Movie: Химия (с Доном Чидлом)              | Номинация | [ 122 ] |
| 2014 | «Железный человек 3»              | People’s Choice Awards | Любимый киноактёр                                 | Номинация | [ 123 ] |
| 2014 | «Железный человек 3»              | People’s Choice Awards | Любимый дуэт (с Гвинет Пэлтроу)                   | Номинация | [ 123 ] |
| 2014 | «Железный человек 3»              | People’s Choice Awards | Любимый актёр боевиков                            | Победа    | [ 123 ] |
| 2014 | «Железный человек 3»              | Выбор критиков         | Любимый актёр в экшн-фильме                       | Номинация | [ 124 ] |
| 2014 | «Железный человек 3»              | Kids’ Choice Awards    | Самый крутой                                      | Победа    | [ 125 ] |
| 2014 | «Железный человек 3»              | Kids’ Choice Awards    | Любимый киноактёр                                 | Номинация | [ 125 ] |
| 2014 | «Железный человек 3»              | MTV Movie Awards       | Лучший киногерой                                  | Номинация | [ 126 ] |
| 2014 | «Железный человек 3»              | Сатурн                 | Лучший актёр                                      | Победа    | [ 97 ]  |
| 2015 | «Мстители: Эра Альтрона»          | Teen Choice Awards     | Choice Movie: Актёр научно-фантастического фильма | Номинация | [ 127 ] |
| 2016 | «Мстители: Эра Альтрона»          | People’s Choice Awards | Любимый киноактёр                                 | Номинация | [ 128 ] |
| 2016 | «Мстители: Эра Альтрона»          | People’s Choice Awards | Любимый актёр боевиков                            | Номинация | [ 128 ] |
| 2016 | «Мстители: Эра Альтрона»          | Kids’ Choice Awards    | Любимый актёр                                     | Номинация | [ 129 ] |
| 2016 | «Мстители: Эра Альтрона»          | MTV Movie Awards       | Лучший бой (с Марком Руффало)                     | Номинация | [ 130 ] |
| 2016 | «Первый мститель: Противостояние» | Teen Choice Awards     | Choice Movie: Актёр научно-фантастического фильма | Номинация | [ 131 ] |
| 2016 | «Первый мститель: Противостояние» | Teen Choice Awards     | Choice Movie: Химия (с актёрским составом)        | Номинация | [ 132 ] |
| 2017 | «Первый мститель: Противостояние» | People’s Choice Awards | Любимый актёр                                     | Номинация | [ 133 ] |
| 2017 | «Первый мститель: Противостояние» | People’s Choice Awards | Любимый актёр боевиков                            | Победа    | [ 133 ] |
| 2017 | «Первый мститель: Противостояние» | Kids’ Choice Awards    | Любимый актёр                                     | Номинация | [ 134 ] |
| 2017 | «Первый мститель: Противостояние» | Kids’ Choice Awards    | Любимые заклятые друзья (с Крисом Эвансом)        | Номинация | [ 134 ] |
| 2017 | «Первый мститель: Противостояние» | Kids’ Choice Awards    | #Отряд (с актёрским составом)                     | Номинация | [ 134 ] |
| 2018 | «Мстители: Война бесконечности»   | Teen Choice Awards     | Choice Movie: Актёр экшна                         | Победа    | [ 135 ] |
| 2018 | «Мстители: Война бесконечности»   | People’s Choice Awards | Кинозвезда 2018 года                              | Номинация | [ 136 ] |
| 2019 | «Мстители: Война бесконечности»   | Kids’ Choice Awards    | Любимый супергерой                                | Победа    | [ 137 ] |
| 2019 | «Мстители: Финал»                 | MTV Movie & TV Awards  | Лучший герой                                      | Победа    | [ 138 ] |
| 2019 | «Мстители: Финал»                 | Teen Choice Awards     | Choice Movie: Актёр экшна                         | Победа    | [ 139 ] |
| 2019 | «Мстители: Финал»                 | Сатурн                 | Лучший актёр                                      | Победа    | [ 98 ]  |
| 2019 | «Мстители: Финал»                 | People’s Choice Awards | Кинозвезда 2019 года                              | Победа    | [ 140 ] |
| 2019 | «Мстители: Финал»                 | People’s Choice Awards | Экшн-кинозвезда 2019 года                         | Номинация | [ 140 ] |

## Комментарии
1. ↑  Как показано в фильме «Первый мститель: Противостояние» (2016)
2. ↑  Как показано в фильме «Железный человек 3» (2013)